# Khoja Mashkhads mausoleum
Khoja Mashkhads mausoleum ligger 6 km söder om Shaartuz i provinsen Khatlon i Tadzjikistan.

## Beskrivning
Mausoleet är ett ovanligt exempel på en förmongolisk madrassa från 1000- och 1100-talen. Två stora, kupolformade byggnader sitter ihop genom en smal valvgång gjord av lertegel. På grund av byggnadsmaterialet som användes förfaller byggnaden och är i behov av underhåll.

## Världsarvsstatus
Den 9 november 1999 sattes mausoleet upp på Tadzjikistans tentativa världsarvslista.